# IC 2658
IC 2658 је појединачна звијезда у сазвјежђу Лав која се налази на листи објеката дубоког неба у Индекс каталогу.
Деклинација објекта је + 12° 59' 48" а ректасцензија 11h 15m 8,9s.